# Room 25
Room 25 è l'album in studio di debutto dell'artista hip hop americano Noname. Registrato nell'arco di circa un mese, l'album racconta i due anni trascorsi dall'uscita del mixtape di debutto di Noname, Telefone, in particolare il suo trasferimento da Chicago a Los Angeles e un'intensa relazione romantica di breve durata.
Room 25 è stato interamente prodotto da Phoelix, che in precedenza ha lavorato come produttore su Telefone. Presenta le apparizioni come ospiti di Ravyn Lenae, Smino, Saba e Phoelix, tra gli altri. L'album è stato autoprodotto tramite servizi digitali il 14 settembre 2018. L'album è stato accolto con successo universale dalla critica musicale, incluso il critico veterano Robert Christgau, che in seguito lo ha definito il quinto miglior album degli anni 2010.

## Contesto
Dopo l'uscita del suo mixtape di debutto Telefone, Noname ha intrapreso un tour, dopo di che si è trasferita dalla sua nativa Chicago a Los Angeles. A Los Angeles ha anche vissuto la sua prima relazione sessualmente attiva.
A differenza di Telefone, Room 25 è stato creato per un obbligo finanziario. Noname ha detto in un'intervista: "Sono arrivato a un punto in cui avevo bisogno di fare un album perché devo pagare l'affitto. Avrei potuto fare un altro tour di Telefone, ma non posso più suonare quelle canzoni". . Ad esempio, potrei, ma fisicamente lo odio perché li suono da così tanto tempo." Noname ha pagato i costi di produzione dell'intero album utilizzando i soldi dei tour e delle apparizioni come ospite nei progetti Chance the Rapper.

## Opera e titolo
La copertina dell'album è stata rivelata il 10 settembre 2018 insieme alla data di uscita dell'album.[11] L'opera d'arte è stata creata dall'artista di Chicago Bryant Giles.
Il titolo dell'album si riferisce allo stile di vita di Noname mentre era a Los Angeles, vivendo in diverse stanze d'albergo, e al fatto che all'epoca aveva 25 anni.
In seguito alle accuse di violenza sessuale e fisica contro Giles, l'artista che creato la copertina dell'album, Noname ha dichiarato che intende modificare l'opera d'arte a sostegno delle vittime, twittando: "Non sostengo e non sosterrò gli autori di abusi, e Difenderò sempre le vittime e crederò alle loro storie."

## Tracce
1. Self – 1:35
2. Blaxploitation – 2:13
3. Prayer Song (featuring Adam Ness) – 4:18
4. Window (featuring Phoelix) – 4:38
5. Don't Forget About Me – 3:39
6. Regal" – 2:48
7. Montego Bae (featuring Ravyn Lenae) – 2:44
8. Ace (featuring Smino and Saba) – 3:03
9. Part of Me (featuring Phoelix and Benjamin Earl Turner) – 3:16
10. With You – 2:29
11. No Name (featuring Yaw and Adam Ness) – 4:06